# Wilhelm Dittmann

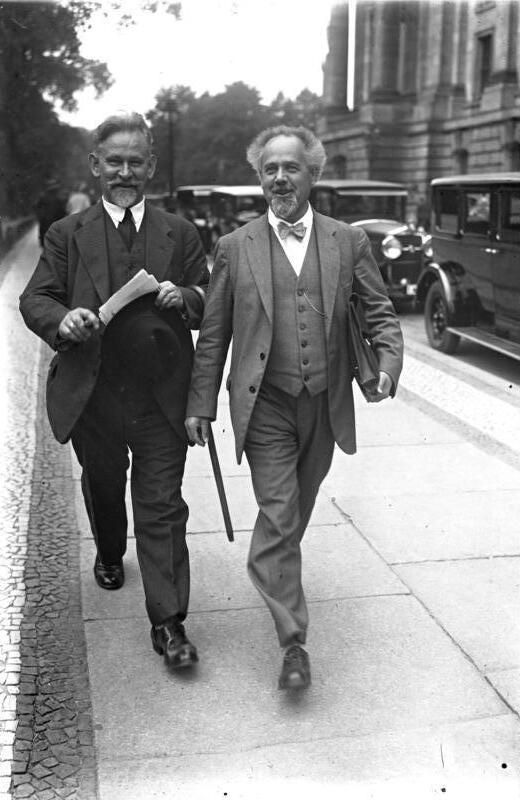
Wilhelm Dittmann (links) met Arthur Crispien (1930).

Willem Dittmann (Eutin, 13 november 1874 - Bonn, 7 augustus 1954) was een Duits politicus.

## Leven
Dittmann was schrijnwerker van beroep. Vanaf 1899 werkte hij als redacteur. In 1894 trad hij toe tot de SPD en werkte bij partijkranten in Bremerhaven en Solingen, voordat hij in 1904 een positie als partijsecretaris in Frankfurt aannam. In 1909 keerde hij terug naar de regio Nederrijn, waar hij in 1912 het rijksdag kiesdistrict Remscheid-Lennep-Mettmann won.
In 1915 stemde hij voor de eerste keer tegen Duitse oorlogskredieten voor de financiering van de Eerste Wereldoorlog. Hij werd om die reden uit de SPD-fractie gezet. In 1916 richtte hij samen met Hugo Haase en George Ledebour de Sozialdemokratische Arbeitsgemeinschaft op. In 1917 was hij een van de oprichters van de Unabhängige Sozialdemokratische Partei Deutschlands (USPD). In februari 1918 werd hij voor zijn betrokkenheid bij de Berlijnse munitie-werkstaking wegens poging tot landverraad schuldig bevonden en tot vijf jaar gevangenisstraf veroordeeld. Al op 15 oktober 1918 werd hij onder druk van gebeurtenissen echter weer vrijgelaten. 
Tijdens de eerste weken van de Novemberrevolutie (10 november tot 29 december 1918) was hij een van de drie USPD-afgevaardigden in de  Raad van Volkscommissarissen. In 1920 werd hij voor de USPD in de Rijksdag gekozen. In 1920 nam hij voor de USPD deel aan het Tweede Wereldcongres van de Communistische Internationale (CI) in Moskou. Bij de partijstemming op het congres in Halle stemde hij tegen een aansluiting van de USPD bij de Communistische Internationale en wees een fusie met de Duitse Communistische Partij af.

## Voetnoten
1. ↑  (de)  Kaiserliches Statistisches Amt (Hrsg.): Die Reichstagswahlen von 1912, deel 2. Berlin: Verlag von Puttkammer & Mühlbrecht, 1913, blz. 94 (Statistik des Deutschen Reichs, Bd. 250)

- Bibliothèque nationale de France: cb162338017 (data)
- Gemeinsame Normdatei: 119254069
- Historisch woordenboek van Zwitserland: 027971
- International Standard Name Identifier: 0000 0000 8275 5554
- Library of Congress Control Number: nr95028282
- Nationale Bibliotheek van Tsjechië: skuk0000321
- Nationale Bibliotheek van Israël: 987007260450405171
- Nationale Bibliotheek van Polen: a0000001184212
- Nederlandse Thesaurus van Auteursnamen: 138354278
- Système universitaire de documentation: 15702539X
- Virtual International Authority File: 85152062
- WorldCat: E39PBJyMdJwR9VQcBBdMTVrpfq